# Колва (притока Уси)
Колва— річка в Ненецькому автономному окрузі і Республіці Комі Росії, права притока річки Уса (басейна Печори).